# Statoreactor Bussard
1. Vid interstelar
2. Colectarea și compresia hidrogenului
3. Transportul hidrogenului pe lângă încărcătura transportată
4. Fuziune nucleară
5. Duza motorului
6. Jet de gaze arse

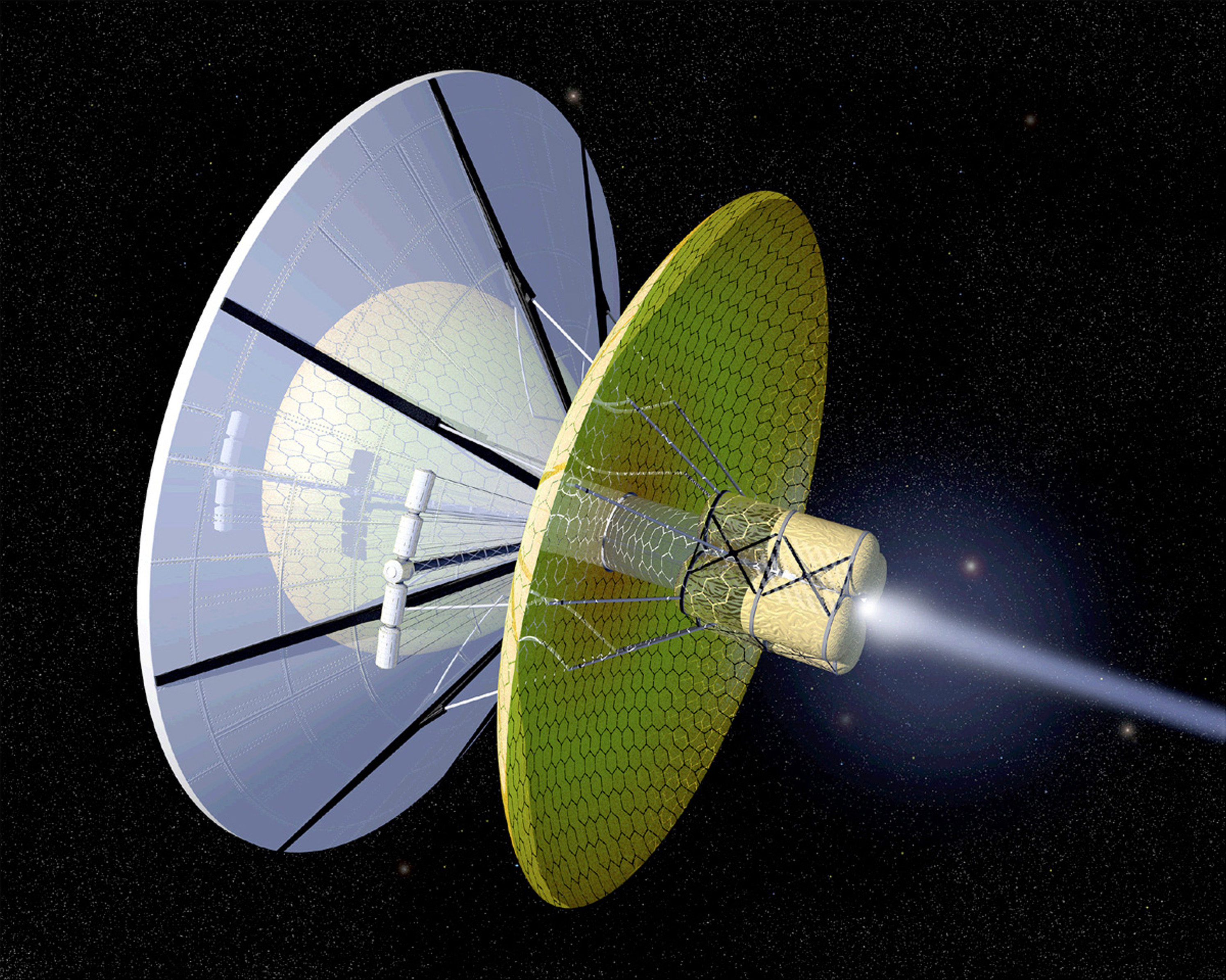
Interpretare artistică a unui statoreactor Bussard. O componentă majoră a unui statoreactor - un câmp electromagnetic foarte lat - este invizibilă.

Statoreactor Bussard în mișcare

Statoreactorul Bussard este o metodă teoretică de propulsie a navelor spațiale pentru călătorii interstelare. O navă spațială care se deplasează rapid captează hidrogen din mediul interstelar cu ajutorul unui câmp magnetic enorm în formă de pâlnie (cu un diametru de la kilometri la mii de kilometri); hidrogenul este comprimat până când are loc fuziunea termonucleară, care asigură forța de împingere pentru a contracara rezistența creată de pâlnie și energia necesară pentru alimentarea câmpului magnetic. Astfel, statoreactorul Bussard poate fi văzut ca o variantă cu statoreactor a unei rachete cu fuziune.
Statoreactorul Bussard a fost propus în 1960 de către fizicianul Robert W. Bussard.
Conceptul a fost popularizat de Poul Anderson în romanul său Tau Zero, Larry Niven în seria sa de cărți Known Space, Vernor Vinge în seria sa Zones of Thought și Carl Sagan, după cum se menționează în serialul de televiziune și cartea Cosmos: Călătorie în Univers.

## Fezabilitate
De la momentul propunerii inițiale a lui Bussard, s-a descoperit că regiunea din jurul sistemului solar are o densitate de hidrogen mult mai mică decât se credea la acea vreme. În 1969, John Ford Fishback a adus o contribuție importantă, descriind detaliile câmpului magnetic necesar.
În 1978, T. A. Heppenheimer a analizat sugestia inițială a lui Bussard privind fuziunea protonilor, dar a constatat că pierderile Bremsstrahlung din comprimarea protonilor până la densitatea de fuziune erau mai mari decât puterea care putea fi produsă cu un factor de aproximativ 1 miliard, indicând astfel că versiunea propusă a statoreactorului Bussard era nefezabilă. Cu toate acestea, analiza lui Daniel P. Whitmire din 1975 indică faptul că un statoreactor poate obține putere netă pozitivă prin ciclul carbon–nitrogen–oxigen (ciclul CNO), care produce fuziune la o rată mult mai mare (de ~1016 ori mai mare) decât lanțul proton-proton.
Robert Zubrin și Dana Andrews au analizat o versiune ipotetică a designului statoreactorului Bussard în 1988. Ei au stabilit că versiunea lor de statoreactor ar fi incapabilă să accelereze în vântul solar.
Un studiu din 2021 a constatat că, deși fezabilă în principiu, construcția practică a unui statoreactor Bussard util ar fi peste capabilitățile unei civilizații de tip Kardashev II.